# Sin-le-Noble
Sin-le-Noble est une commune française, située dans le département du Nord, en région Hauts-de-France.

## Géographie

### Communes limitrophes
| Waziers           | Douai        | Lallaing |
| Douai             | Sin-le-Noble |          |
| Lambres-lez-Douai | Férin        | Dechy    |

### Hydrographie

#### Réseau hydrographique
La commune est située dans le bassin Artois-Picardie. Elle est drainée par le Bouchard, la Traitoire de Sin, la petite traitoire, le marais de dechy, le marais le dezbier et divers autres petits cours d'eau,.

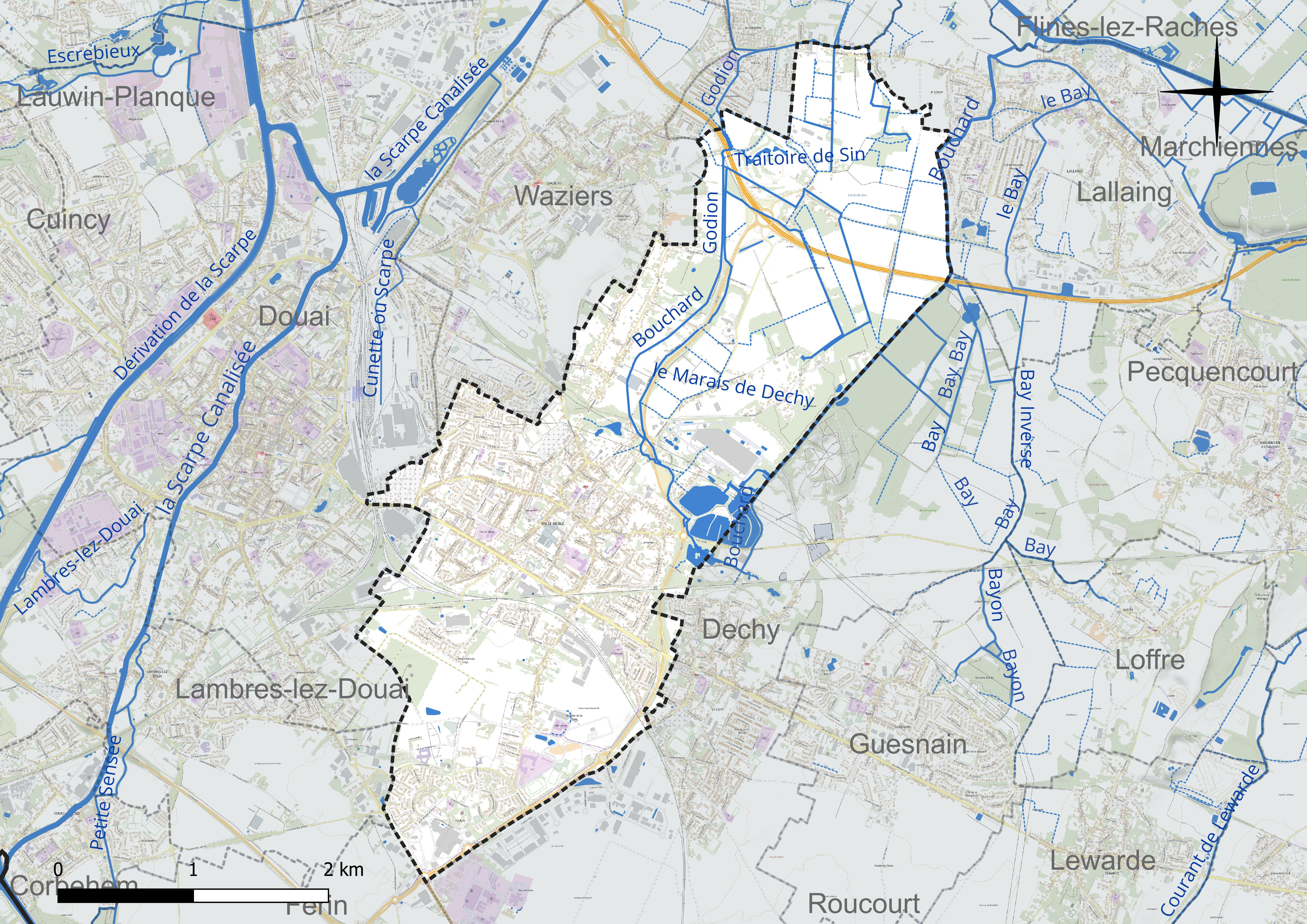
Réseau hydrographique de Sin-le-Noble.

#### Gestion et qualité des eaux
Le territoire communal est couvert par le schéma d'aménagement et de gestion des eaux (SAGE) « Scarpe aval ». Ce document de planification concerne un territoire de 624 km2 de superficie, délimité par le bassin versant de la Scarpe aval, comprenant la Pévèle, la plaine de la Scarpe et le bassin minier avec l'Ostrevent. Le périmètre a été arrêté le 18 mars 1997 et le SAGE proprement dit a été approuvé le 12 mars 2009, puis révisé le 5 juillet 2021. La structure porteuse de l'élaboration et de la mise en œuvre est le parc naturel régional Scarpe-Escaut. 
La qualité des cours d'eau peut être consultée sur un site dédié géré par les agences de l'eau et l'Agence française pour la biodiversité. 

### Climat
Pour des articles plus généraux, voir Climat des Hauts-de-France et Climat du Nord.
En 2010, le climat de la commune est de type climat océanique dégradé des plaines du Centre et du Nord, selon une étude du CNRS s'appuyant sur une série de données couvrant la période 1971-2000. En 2020, Météo-France publie une typologie des climats de la France métropolitaine dans laquelle la commune est exposée à un climat océanique et est dans la région climatique  Nord-est du bassin Parisien, caractérisée par un ensoleillement médiocre, une pluviométrie moyenne régulièrement répartie au cours de l'année et un hiver froid (3 °C). 
Pour la période 1971-2000, la température annuelle moyenne est de 10,6 °C, avec une amplitude thermique annuelle de 14,6 °C. Le cumul annuel moyen de précipitations est de 678 mm, avec 12,3 jours de précipitations en janvier et 8,7 jours en juillet. Pour la période 1991-2020, la température moyenne annuelle observée sur la station météorologique la plus proche, située sur la commune de Douai à 3 km à vol d'oiseau, est de 11,0 °C et le cumul annuel moyen de précipitations est de 729,2 mm,. Pour l'avenir, les paramètres climatiques de la commune estimés pour 2050 selon différents scénarios d'émission de gaz à effet de serre sont consultables sur un site dédié publié par Météo-France en novembre 2022.
| Mois                                  | jan.             | fév.             | mars          | avril         | mai             | juin         | jui.           | août           | sep.          | oct.          | nov.            | déc.             | année      |
| ------------------------------------- | ---------------- | ---------------- | ------------- | ------------- | --------------- | ------------ | -------------- | -------------- | ------------- | ------------- | --------------- | ---------------- | ---------- |
| Température minimale moyenne (°C)     | 1,5              | 1,5              | 3,3           | 5,1           | 8,5             | 11,4         | 13,2           | 13             | 10,4          | 7,8           | 4,5             | 2,1              | 6,9        |
| Température moyenne (°C)              | 4                | 4,5              | 7,2           | 10,1          | 13,5            | 16,5         | 18,6           | 18,4           | 15,3          | 11,5          | 7,3             | 4,5              | 11         |
| Température maximale moyenne (°C)     | 6,4              | 7,4              | 11,2          | 15,1          | 18,5            | 21,6         | 23,9           | 23,9           | 20,1          | 15,2          | 10,1            | 6,9              | 15         |
| Record de froid (°C) date du record   | −20,5 08.01.1985 | −12,5 07.02.1991 | −11 13.03.13  | −4,5 11.04.03 | −1,5 05.05.1996 | 1 02.06.1962 | 4,1 17.07.1971 | 0,8 17.08.1966 | 0 19.09.1977  | −6 30.10.1997 | −9,5 23.11.1998 | −12,5 29.12.1996 | −20,5 1985 |
| Record de chaleur (°C) date du record | 15 01.01.22      | 19,5 24.02.21    | 24,8 31.03.21 | 28 20.04.1968 | 31,3 27.05.05   | 36 27.06.11  | 40,8 25.07.19  | 36,6 08.08.20  | 35,5 15.09.20 | 29 01.10.11   | 20,5 07.11.15   | 16,2 31.12.22    | 40,8 2019  |
| Précipitations (mm)                   | 57,8             | 51,4             | 52,5          | 41,9          | 56,6            | 63,3         | 68,1           | 68,1           | 60,9          | 64,4          | 71              | 73,2             | 729,2      |

## Urbanisme

### Typologie
Au 1er janvier 2024, Sin-le-Noble est catégorisée grand centre urbain, selon la nouvelle grille communale de densité à sept niveaux définie par l'Insee en 2022.
Elle appartient à l'unité urbaine de Douai-Lens, une agglomération inter-départementale regroupant 67  communes, dont elle est une commune de la banlieue,,. Par ailleurs la commune fait partie de l'aire d'attraction de Douai, dont elle est une commune du pôle principal,. Cette aire, qui regroupe 61 communes, est catégorisée dans les aires de 50 000 à moins de 200 000 habitants,.

### Occupation des sols
L'occupation des sols de la commune, telle qu'elle ressort de la base de données européenne d'occupation biophysique des sols Corine Land Cover (CLC), est marquée par l'importance des territoires artificialisés (55,7 % en 2018), en augmentation par rapport à 1990 (41,3 %). La répartition détaillée en 2018 est la suivante : 
zones urbanisées (43,5 %), terres arables (19,8 %), zones agricoles hétérogènes (17,4 %), zones industrielles ou commerciales et réseaux de communication (6,9 %), forêts (3,3 %), espaces verts artificialisés, non agricoles (3,1 %), mines, décharges et chantiers (2,2 %), prairies (2 %), eaux continentales (1,7 %). L'évolution de l'occupation des sols de la commune et de ses infrastructures peut être observée sur les différentes représentations cartographiques du territoire : la carte de Cassini (XVIIIe siècle), la carte d'état-major (1820-1866) et les cartes ou photos aériennes de l'IGN pour la période actuelle (1950 à aujourd'hui).

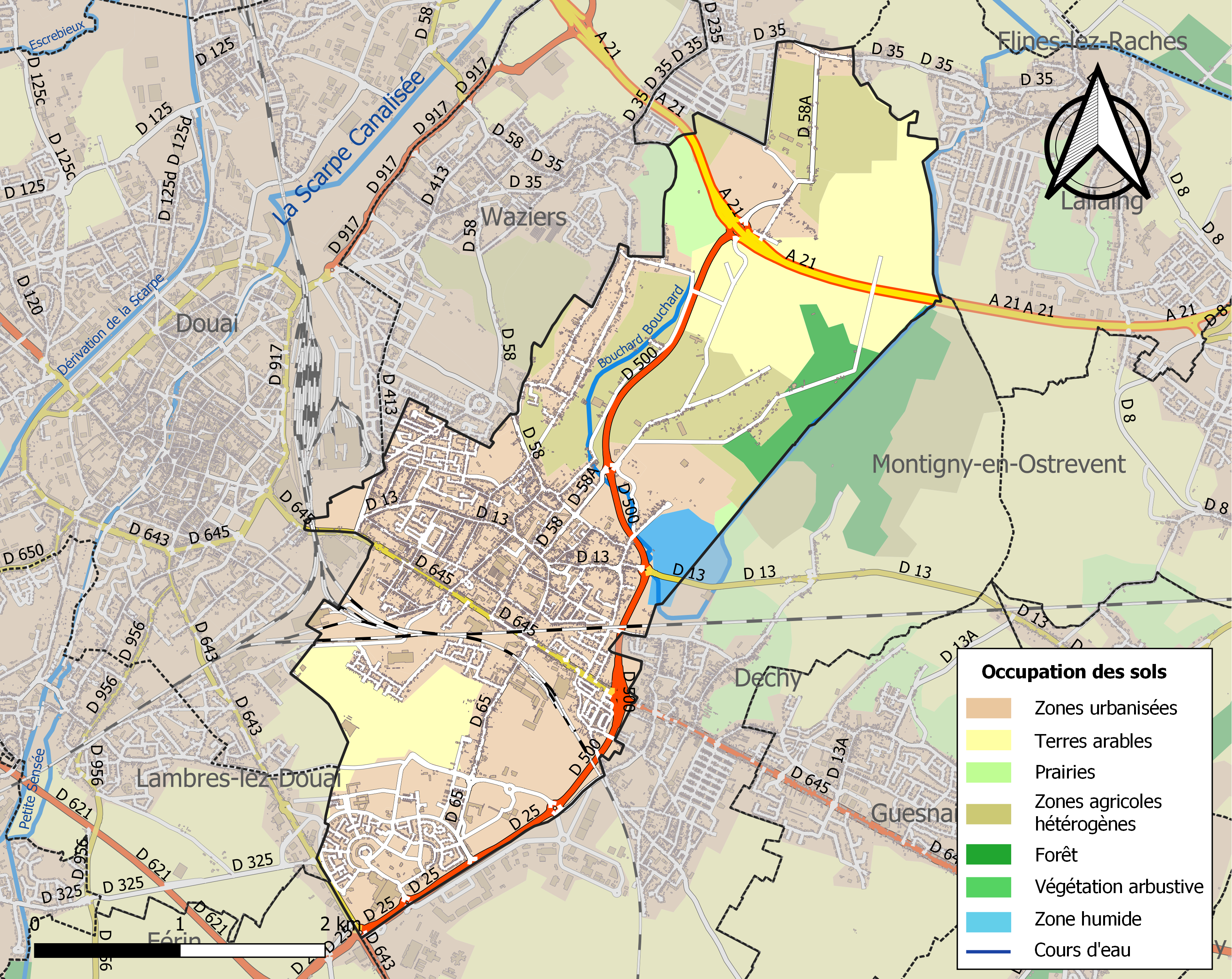
Carte des infrastructures et de l'occupation des sols de la commune en 2018 (CLC).

### Voies de communication et transports
La commune dispose d'une gare ferroviaire sur son territoire desservie par des TER Hauts-de-France. Sin-le-Noble est également desservie par la ligne A du bus à haut niveau de service de Douai et par les lignes 2, 4, 5, 12, 13, 17, 102, 104, 105 et 114 du réseau urbain Évéole.

## Toponymie
L'étymologie du nom de la commune aurait une double source :[réf. nécessaire]
- sin viendrait de sinueuse (la ville se trouve sur un ancien méandre de la Scarpe et est traversée par un petit cours d'eau, le Godion) ;
- noble, car sans seigneur : la ville était directement sous la férule du roi. (Les écoliers sinois apprenaient que la commune avait été anoblie pour avoir soutenu un roi de France).

Durant la Révolution, la commune porte le nom de Sin-lès-Douai.
Ses habitants sont appelés les Sinois.

## Histoire
En 1881, une secousse de tremblement de terre ressentie le dimanche 3 juin 1888 à 12 h 40[Quoi ?]. Il a duré quelques secondes, la direction des secousses était du nord au sud. Dans la région, avait déjà eu lieu pendant la nuit et avait réveillé la population. On l'explique par des affaissements de terrain minés par la Compagnie d'Aniche.

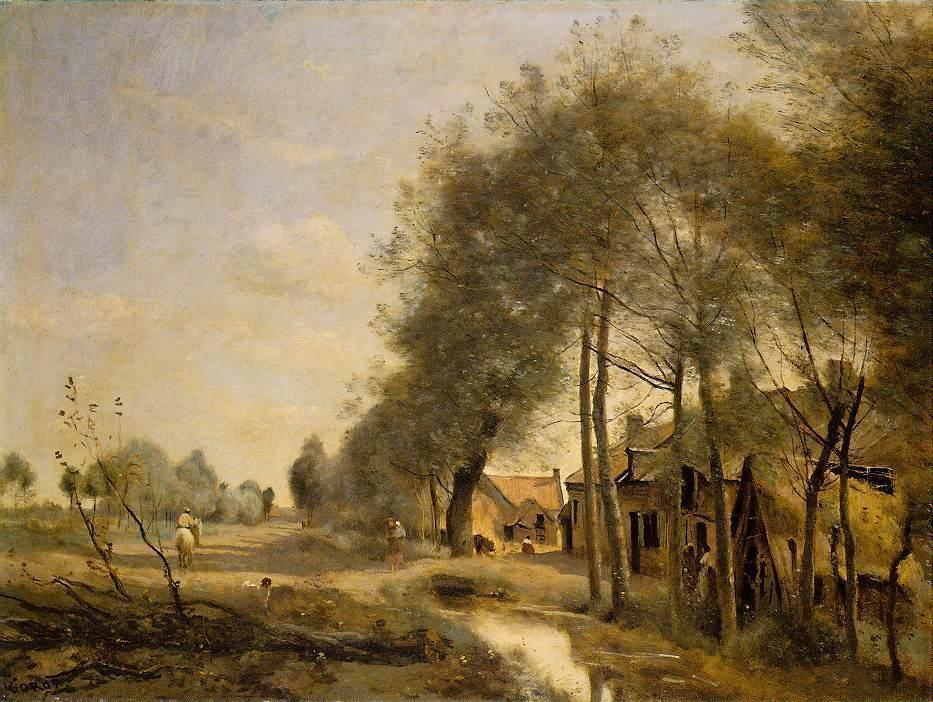
La Route de Sin-le-Noble, près de Douai
Camille Corot, 1873
Musée du Louvre.

En 1891, trois tremblements de terre sont ressentis à Sin-le-Noble les 19 janvier, 15 avril où des cheminées de briques tombent et le 25 septembre où des maisons sont lézardées.
Tout comme le reste du bassin minier, la ville est occupée par l'Allemagne nazie en 1940.
Non loin, dans le bassin minier du Nord-Pas-de-Calais a démarré la grève patriotique des cent mille mineurs de mai-juin 1941 a démarré, privant les Allemands de 93 000 tonnes de charbon pendant près de 2 semaines. C'est l'un des premiers actes de résistance collective à l'occupation nazie en France et le plus important en nombre, qui se solda par 414 arrestations en 3 vagues, la déportation de 270 personnes, 130 mineurs étant par ailleurs fusillés à la Citadelle d'Arras. Après-guerre, la commune est aussi au centre de trois événements nationaux, la « bataille du charbon » (1945-1947), suivie des grève des mineurs de 1947 et celles de 1948.

## Politique et administration

### Tendances politiques et résultats
Lors du premier tour des élections municipales le 15 mars 2020, trente-trois sièges sont à pourvoir ; on dénombre 10 766 inscrits, dont 3 428 votants (31,84 %), 50 votes blancs (1,46 %) et 3 309 suffrages exprimés (96,53 %). Quatre listes s'affrontent, et tous les sièges sont pourvus dès le premier tour :
- la liste Sin-le-Noble ensemble et autrement menée par le maire sortant Christophe Dumont[25] recueille 2 495 voix (75,40 %) et remporte trente-et-un sièges ;
- la liste communiste Bien vivre sa ville menée par Jean-Bernard Fenet recueille 316 voix (9,55 %) et remporte un siège ;
- la liste d'extrême gauche Lutte ouvrière, faire entendre le camp des travailleurs menée par Roger Marie recueille 168 voix (5,08 %) et ne remporte pas de siège ;
- la liste Sin-le-Noble, les citoyens avant tout menée par Marcel Lourel recueille 330 voix (9,97 %) et remporte un siège[26],[27].

### Liste des maires

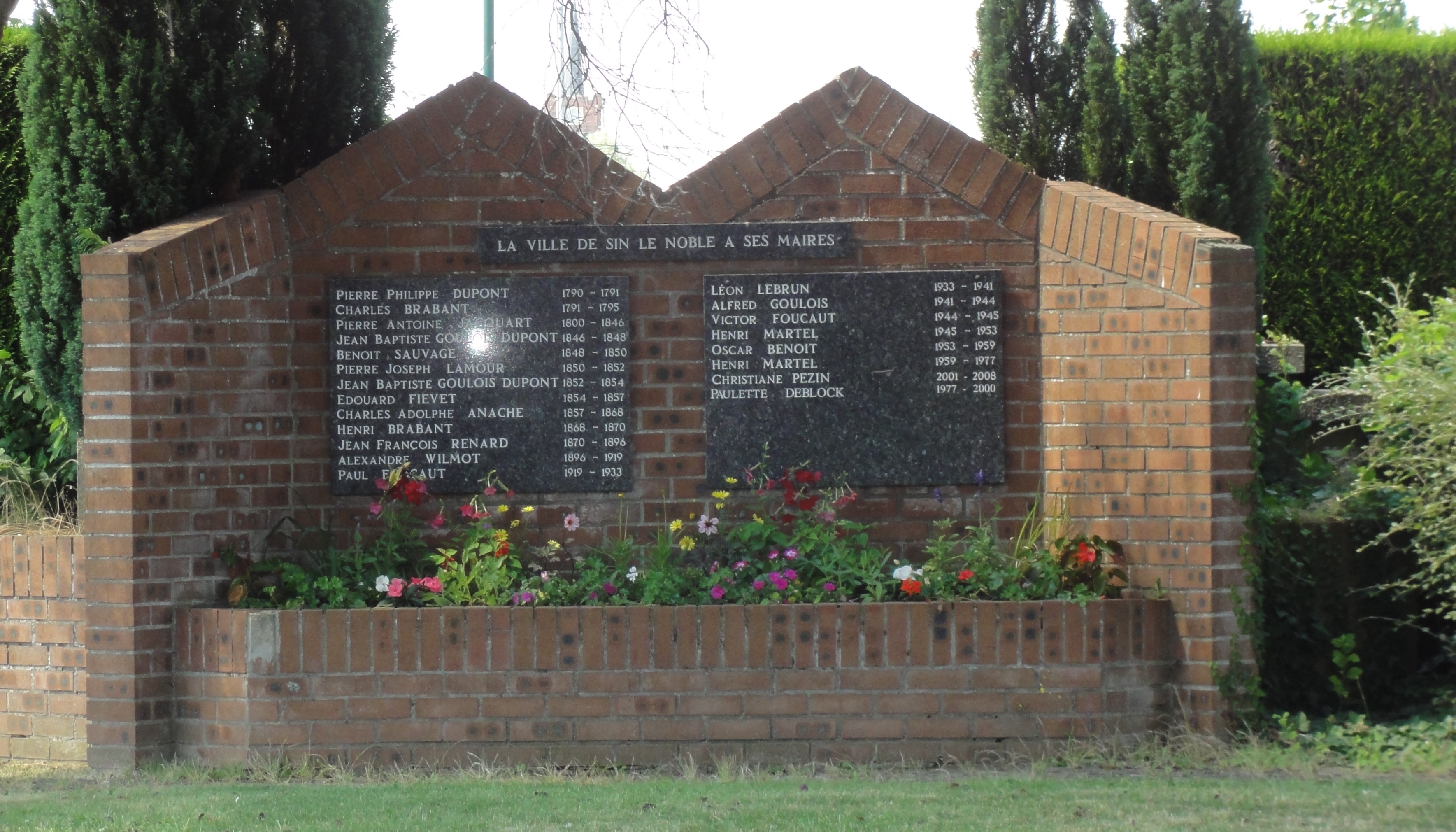
Monument aux maires de la commune dans le cimetière communal.

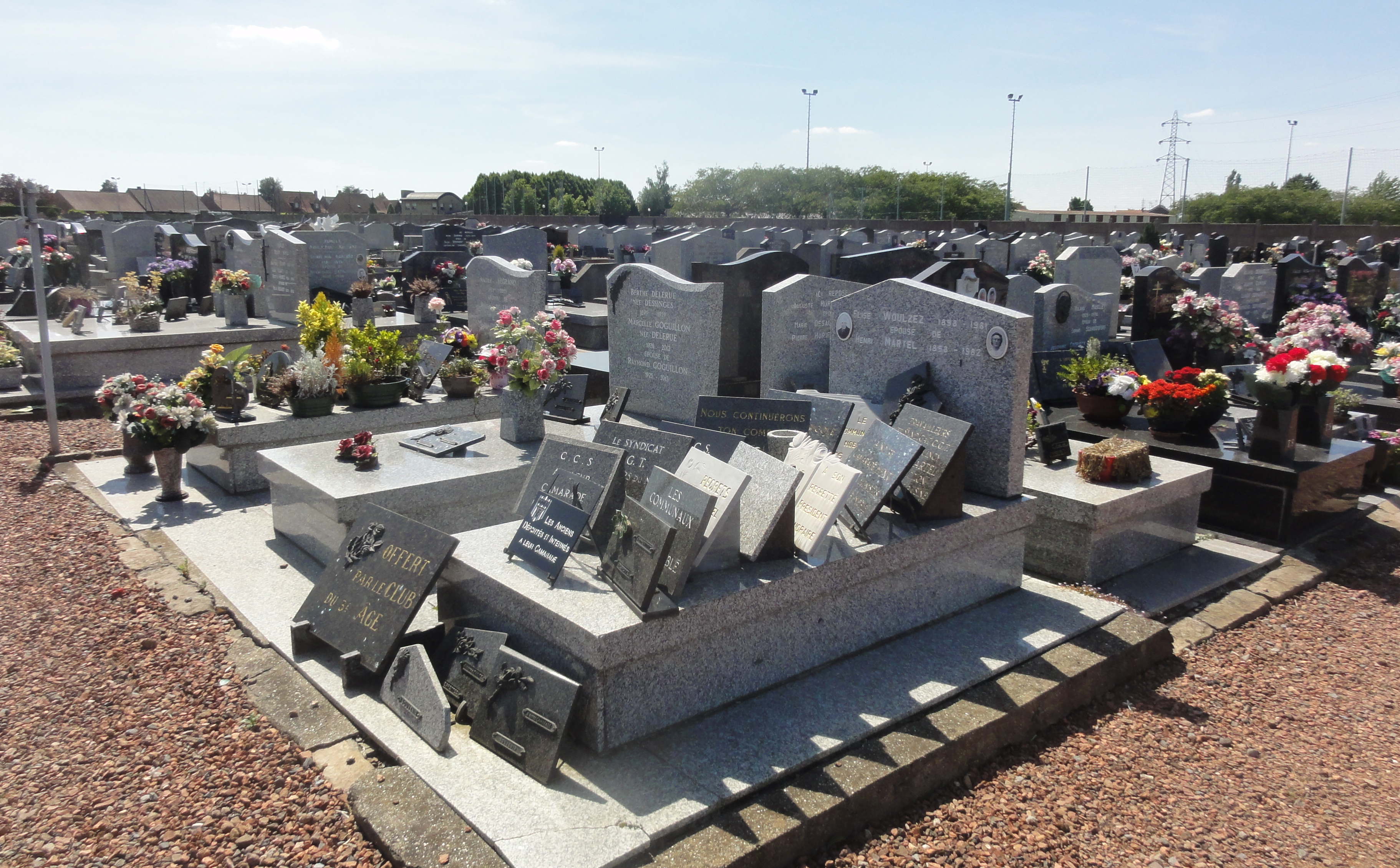
Tombe de Henri Martel au cimetière de Sin-le-Noble.

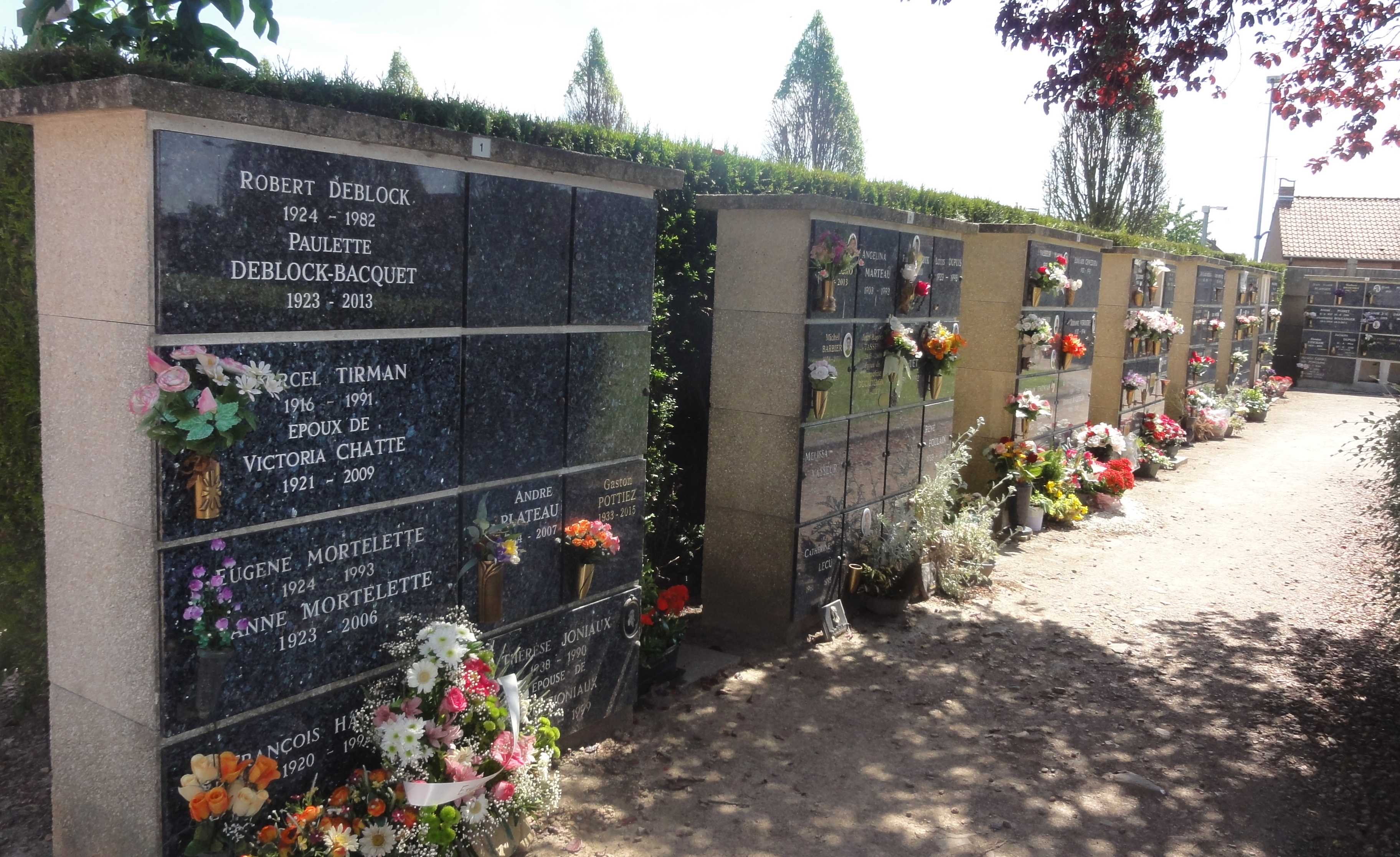
Case de Paulette Deblock.

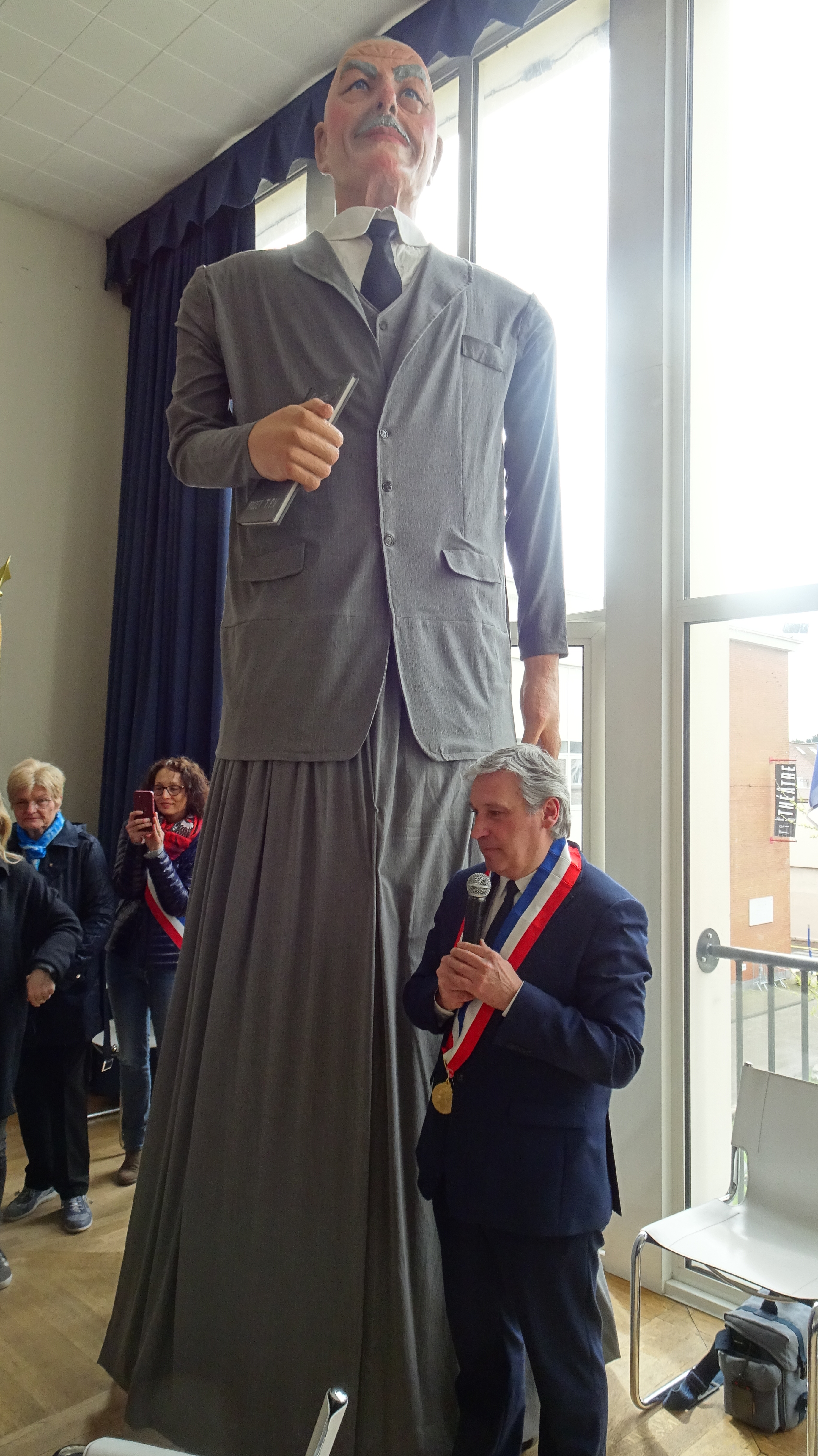
Baptême du géant Pierre Boulanger à Sin-le-Noble né le 17 septembre 2022, baptisé le 15 avril 2023 en présence du maire Christophe Dumont

Jean-François Renard, agriculteur, a été conseiller général du canton de Douai-Nord de 1887 à 1892. Alexandre Wilmot, cultivateur, l'a été de 1898 à 1919, et Paul Foucault, ouvrier mécanicien, l'a été de 1919 à sa mort en 1933.
Henri Martel est une figure connue du Parti communiste français. Cet ouvrier mineur a été député de la troisième circonscription de 1951 à 1958 puis de la quatorzième circonscription du Nord de 1962 à 1967 ainsi que conseiller général du canton de Douai-Nord de 1945 à 1970. En mars 1977, Paulette Deblock devient maire, elle cède sa place en juin 2000 à Thérèse Pernot.
Lors des élections de mars 2001, Roger Marie, conseiller régional, présente une liste Lutte ouvrière qui récolte 11,95 % des suffrages exprimés au premier tour. Il décide de se maintenir, et une semaine plus tard, au second tour, le liste de droite de l'enseignante Christiane Pezin devance de cinq points la liste de la gauche plurielle de Thérèse Pernot, la liste LO récoltant 8,14 %. Le socialiste Christian Entem remporte les élections de mars 2008, mais une affaire lui fait perdre les élections de mars 2014 au profit de Christophe Dumont (divers droite). Ce dernier, cadre supérieur, devient 9e vice-président de la communauté d'agglomération du Douaisis.
| Identité                                                   | Période    | Période                                 | Durée             | Étiquette                                                            |
| Identité                                                   | Début      | Fin                                     | Durée             | Étiquette                                                            |
| ---------------------------------------------------------- | ---------- | --------------------------------------- | ----------------- | -------------------------------------------------------------------- |
| Pierre-Philippe Dupont (d) (né le 1er juillet 1756)        | 1790       | 13 novembre 1791                        | 1 an              |                                                                      |
| Charles Brabant (d)                                        | 1791       | 1795                                    | 4 ans             |                                                                      |
| Pierre-Antoine Jacquart (d) (1er août 1766 - 26 mars 1846) | 1800       | 26 mars 1846 (mort en cours de mandat)  | 46 ans            |                                                                      |
| Jean-Baptiste Goulois-Dupont (d)                           | 1846       | 1848                                    | 2 ans             |                                                                      |
| Benoît Sauvage (d) (né le 26 mars 1807)                    | 1848       | 18 janvier 1850 (révocation (d)         | 2 ans             |                                                                      |
| Pierre-Joseph Lamour (d)                                   | 1850       | 30 juillet 1852 (révocation (d)         | 2 ans             |                                                                      |
| Jean-Baptiste Goulois-Dupont (d)                           | 1852       | 1854                                    | 2 ans             |                                                                      |
| Édouard Fiévet (d)                                         | 1854       | 1857                                    | 3 ans             |                                                                      |
| Charles-Adolphe Anache (d) (né le 30 avril 1823)           | 1857       | 1868                                    | 11 ans            |                                                                      |
| Henri Brabant (d)                                          | 1868       | 1870                                    | 2 ans             |                                                                      |
| Jean-François Renard (d) (né le 2 mai 1834)                | 1870       | 1896                                    | 26 ans            |                                                                      |
| Alexandre Wilmot (d) (11 août 1845 - 1922)                 | 1896       | 1919                                    | 23 ans            | Parti républicain, radical et radical-socialiste                     |
| Paul Foucaut (d) (25 mai 1875 - 1er août 1933)             | 1919       | 1er août 1933 (mort en cours de mandat) | 14 ans            | Section française de l'Internationale ouvrière                       |
| Léon Lebrun (d)                                            | 1933       | 1941                                    | 8 ans             |                                                                      |
| Alfred Goulois (d)                                         | 1941       | 1944                                    | 3 ans             |                                                                      |
| Victor Foucaut (d)                                         | 1944       | mai 1945                                | 1 an              |                                                                      |
| Henri Martel (3 août 1898 - 27 novembre 1982)              | mai 1945   | mai 1953                                | 8 ans             | Parti communiste français                                            |
| Oscar Benoît (d) (20 octobre 1894 - 12 novembre 1978)      | mai 1953   | mars 1959                               | 5 ans et 10 mois  | Mouvement républicain populaire                                      |
| Henri Martel (3 août 1898 - 27 novembre 1982)              | mars 1959  | mars 1977                               | 18 ans            | Parti communiste français                                            |
| Paulette Deblock (d) (11 août 1923 - 20 mars 2013)         | mars 1977  | juin 2000 (démission)                   | 23 ans et 3 mois  | Parti communiste français                                            |
| Thérèse Pernot (d)                                         | juin 2000  | mars 2001                               | 9 mois            | Parti communiste français                                            |
| Christiane Pezin (d), (20 août 1947 - 24 août 2010)        | mars 2001  | mars 2008                               | 7 ans             | Union pour la démocratie française Union pour un mouvement populaire |
| Christian Entem (d) (né le 22 juillet 1954)                | mars 2008  | mars 2014                               | 6 ans             | Parti socialiste                                                     |
| Christophe Dumont (d), (né le 20 novembre 1969)            | avril 2014 | En cours                                | 10 ans et 11 mois | divers droite indépendant                                            |

En 2014, la commune se dote d'un conseil municipal d'enfants.

### Politique locale
En juillet 2014, l'ancien maire Christian Entem a été condamné pour complicité de prise illégale d'intérêt par un élu public dans une affaire dont il assurait l'administration ou la surveillance. C'est l'affaire dite de la « Courée Douce », un bien immobilier vendu par la mairie à un adjoint au maire. Ce dernier sera également reconnu coupable de prise illégale d'intérêt.

### Politique environnementale

#### L'écoquartier du Raquet
Dans le cadre du SCOT du Grand Douaisis et du PLH (Programme Local de l'Habitat), la communauté d'agglomération du Douaisis prépare sur le territoire des communes de Sin-le-Noble et de Douai, un projet d'écoquartier. Ce dernier dit « écoquartier du Raquet » est prévu sur 166 hectares (dont 34 sur la commune de Douai) et il devrait accueillir 12 000 nouveaux habitants dans environ 3 500 logements intégrant les principes et critères de la haute qualité environnementale. La construction de ce vaste quartier devrait être étalée sur la période 2008-2030. Les espaces verts qui y sont prévus devaient s'intégrer dans la trame verte communautaire et une seconde ligne de tramway desservira les futurs logements, les nouvelles écoles, le centre culturel et cultuel musulman et le centre aquatique prévu dans le quartier. En termes de surface, ce devrait être le plus grand écoquartier de France. Après une série de concertations et une enquête d'utilité publique conduite de février à mars 2008 et conclut par un avis favorable du commissaire enquêteur, le principe a été définitivement validé à l'unanimité par le conseil municipal de Douai.

### Jumelages
- Cecina (Italie)
- Święta Katarzyna (Pologne)
- Yéné (Sénégal)

## Population et société

### Démographie

#### Évolution démographique
L'évolution du nombre d'habitants est connue à travers les recensements de la population effectués dans la commune depuis 1793. Pour les communes de plus de 10 000 habitants les recensements ont lieu chaque année à la suite d'une enquête par sondage auprès d'un échantillon d'adresses représentant 8 % de leurs logements, contrairement aux autres communes qui ont un recensement réel tous les cinq ans,.

En 2022, la commune comptait 15 916 habitants, en évolution de +3,04 % par rapport à 2016 (Nord : +0,51 %, France hors Mayotte : +2,11 %).
| 1793  | 1800  | 1806  | 1821  | 1831  | 1836  | 1841  | 1846  | 1851  |
| ----- | ----- | ----- | ----- | ----- | ----- | ----- | ----- | ----- |
| 2 083 | 2 084 | 2 292 | 2 452 | 2 738 | 2 857 | 2 949 | 3 063 | 3 043 |

| 1856  | 1861  | 1866  | 1872  | 1876  | 1881  | 1886  | 1891  | 1896  |
| ----- | ----- | ----- | ----- | ----- | ----- | ----- | ----- | ----- |
| 3 190 | 3 931 | 4 606 | 4 919 | 5 195 | 5 634 | 6 091 | 6 502 | 6 969 |

| 1901  | 1906  | 1911  | 1921  | 1926   | 1931   | 1936   | 1946   | 1954   |
| ----- | ----- | ----- | ----- | ------ | ------ | ------ | ------ | ------ |
| 8 112 | 9 305 | 9 975 | 9 301 | 11 269 | 12 133 | 12 424 | 12 744 | 13 664 |

| 1962   | 1968   | 1975   | 1982   | 1990   | 1999   | 2006   | 2011   | 2016   |
| ------ | ------ | ------ | ------ | ------ | ------ | ------ | ------ | ------ |
| 14 794 | 16 065 | 18 664 | 18 122 | 16 472 | 16 972 | 16 729 | 16 027 | 15 446 |

| 2021   | 2022   | - | - | - | - | - | - | - |
| ------ | ------ | - | - | - | - | - | - | - |
| 15 603 | 15 916 | - | - | - | - | - | - | - |

#### Pyramide des âges
La population de la commune est relativement jeune.
En 2018, le taux de personnes d'un âge inférieur à 30 ans s'élève à 38,1 %, soit en dessous de la moyenne départementale (39,5 %). À l'inverse, le taux de personnes d'âge supérieur à 60 ans est de 23,2 % la même année, alors qu'il est de 22,5 % au niveau départemental.
En 2018, la commune comptait 7 318 hommes pour 8 204 femmes, soit un taux de 52,85 % de femmes, légèrement supérieur au taux départemental (51,77 %).
Les pyramides des âges de la commune et du département s'établissent comme suit.
| Hommes | Classe d’âge | Femmes |
| ------ | ------------ | ------ |
| 0,5    | 90 ou +      | 1,6    |
| 5,6    | 75-89 ans    | 10,1   |
| 13,6   | 60-74 ans    | 14,5   |
| 21,3   | 45-59 ans    | 19,8   |
| 18,1   | 30-44 ans    | 18,4   |
| 19,1   | 15-29 ans    | 17,0   |
| 21,7   | 0-14 ans     | 18,6   |

| Hommes | Classe d’âge | Femmes |
| ------ | ------------ | ------ |
| 0,5    | 90 ou +      | 1,4    |
| 5,3    | 75-89 ans    | 8,1    |
| 14,8   | 60-74 ans    | 16,2   |
| 19,1   | 45-59 ans    | 18,4   |
| 19,5   | 30-44 ans    | 18,7   |
| 20,7   | 15-29 ans    | 19,1   |
| 20,2   | 0-14 ans     | 18     |

### Sports
- AS Sin-le-Noble Football
- Les Épis Foot
- Tennis-club
- Amicale des sapeurs-pompiers
- Ju-jitsu Club
- Tennis de table
- Karaté club
- Club de basket
- Club de boxe
- Club de judo

## Économie
La Compagnie des mines d'Aniche y a ouvert, en 1901, la fosse Déjardin fermée en 1984, et le Groupe de Douai, en 1947, la fosse Puits du Midi fermée en 1972.

## Culture locale et patrimoine

### Lieux et monuments
- L'église Saint-Martin : reconstruction des nefs en style néogothique (sauf le clocher) de 1851 à 1854 par l'architecte Charles Leroy qui a réalisé plus d'une cinquantaine d'édifices religieux dans la région Nord-Pas-de-Calais, notamment la cathédrale Notre-Dame-de-la-Treille à Lille.
- Abbaye de Beaulieu
- Le cimetière de Sin-le-Noble.
- Le cimetière de Douai, situé en majeure partie sur le finage de Sin-le-Noble.

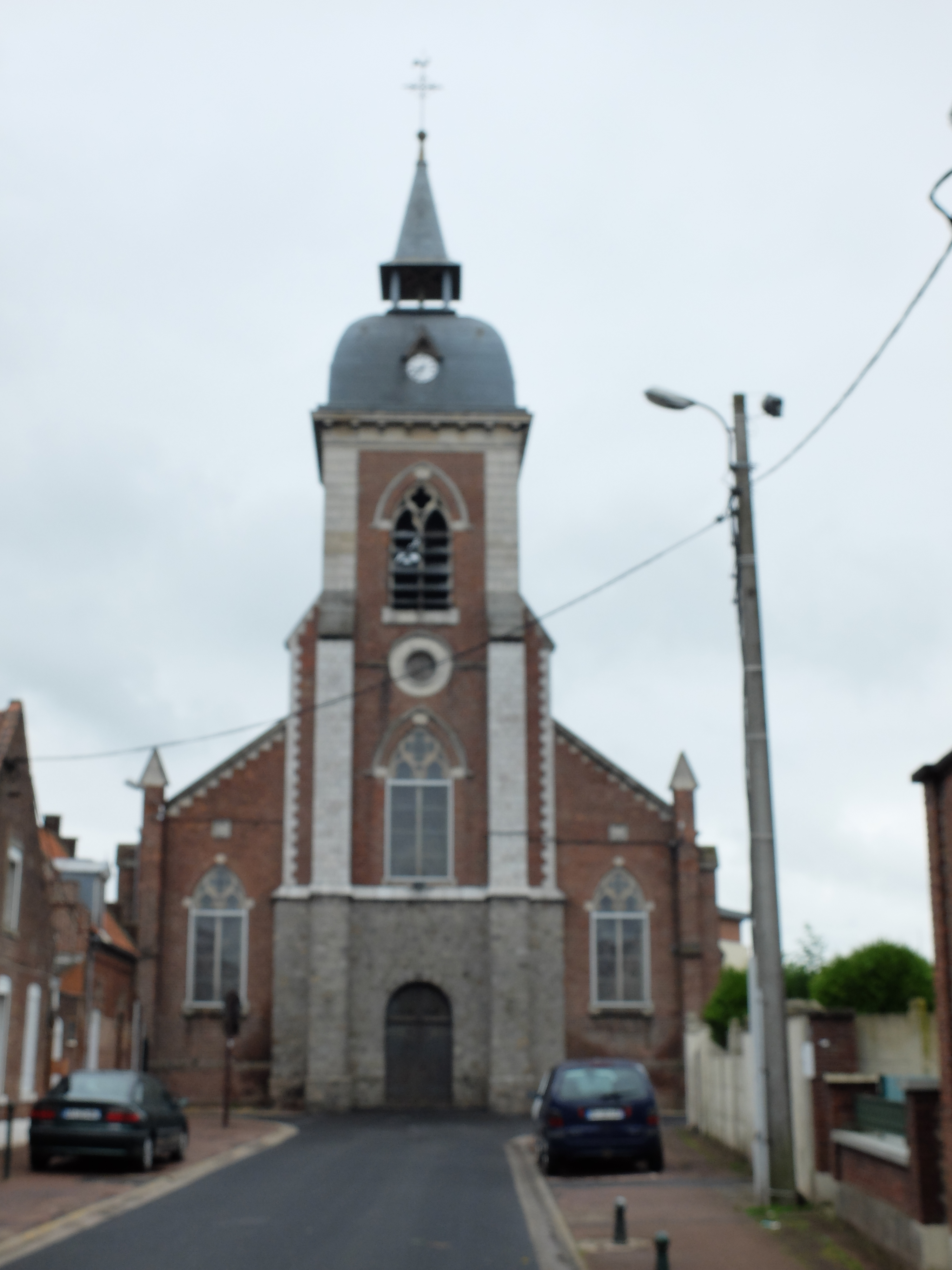
L'église Saint-Martin.
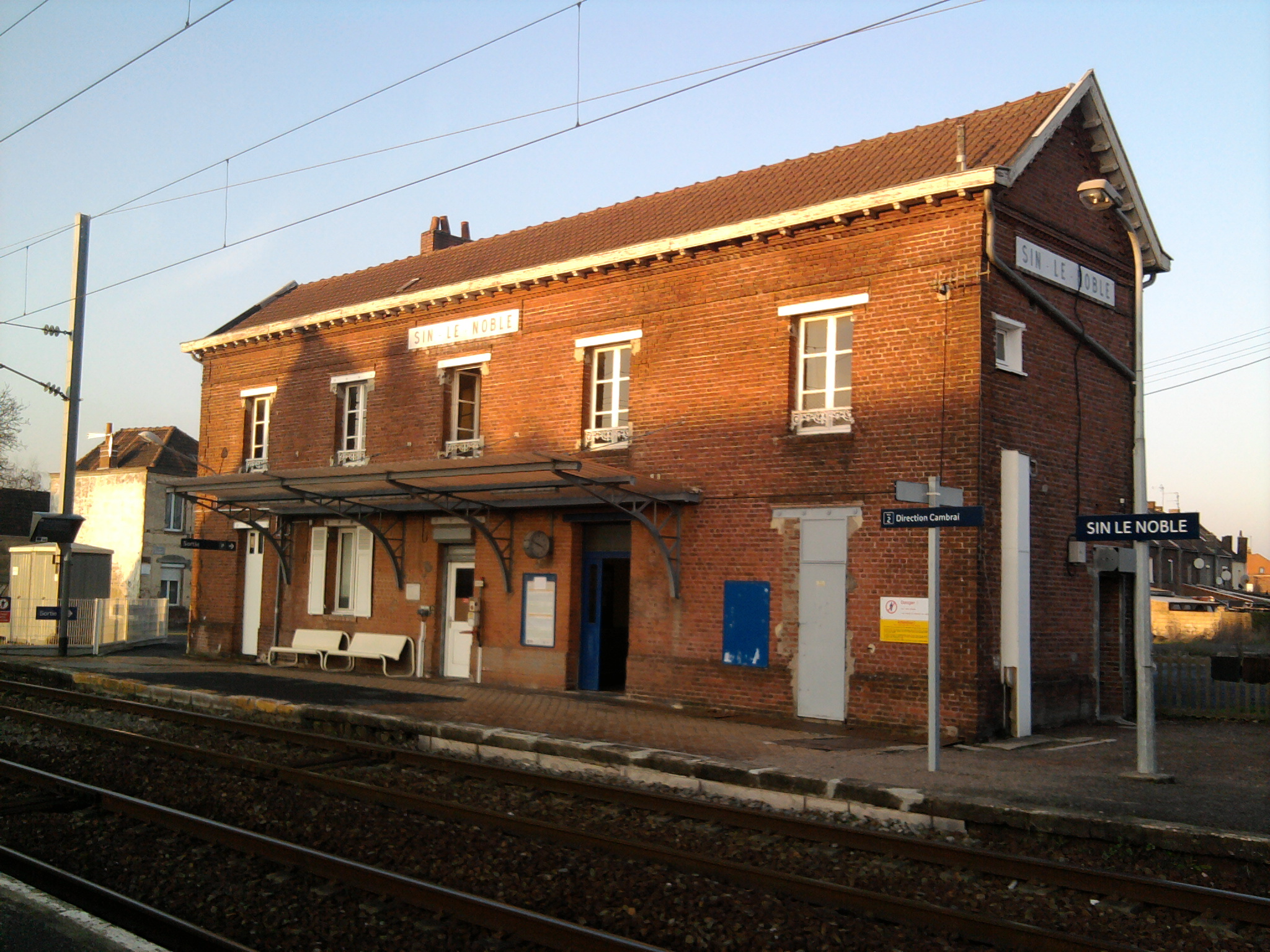
La gare.

### Personnalités liées à la commune
- Kitty Hott, née Philomène Liévin à Sin-le-Noble en 1890, actrice de cinéma.
- Pierre-Jules Boulanger, né à Sin-le-Noble en 1885, est à l'origine de la création de la 2 CV de Citroën.
- Simonne Ratel, née le 22 juillet 1900 à Sin-le-Noble et morte le 20 novembre 1948 à Rueil-Malmaison, est une écrivaine, journaliste et résistante française, lauréate du prix Interallié en 1932.
- Maurice Allard, bassoniste, né à Sin-le-Noble le 23 mai 1923, formé au conservatoire de Douai, mort en 2004.
- Alain-Jacques Czouz-Tornare, historien des relations franco-suisses, docteur de la Sorbonne, né le 9 mars 1957.

### Héraldique
|  | Les armes de Sin-le-Noble se blasonnent ainsi : De sable à trois gerbes d'or liées de gueules. |

### Folklore
Sin-le-Noble a pour géants Min Poil, le Sapeur Villain, Potleau, Jeannot, Chucrate, Lamirémi, Mme Marceau, Pouchnard, Mamie Josette et Adame.
Pouchnard est créé en 2015 par Fabien Pichard, par ailleurs porteur du géant Gayant, il représente le club de foot de l'AS Sin-le-Noble. Abandonné en 2020, il est restauré par James Beneat et par l'artisan Steve de Vogelaere. Il mesure environ 3,20 mètres de haut pour un poids de soixante kilos.

## Pour approfondir